# Nauendorf (Wüstung)
Die  Wüstung Nauendorf befindet sich in der Gemarkung des Ortsteils Zeigerheim der Stadt Bad Blankenburg im Landkreis Saalfeld-Rudolstadt in Thüringen.

## Lage
In der Flur des Ortsteils Zeigerheim in einer muldenförmigen Tallage des Zeigerheimer Kessels befand sich der Ort Nauendorf.

## Geschichte
Funde aus der Vor- und Frühgeschichte wurden in der Wüstungsflur geborgen und unter dem Namen der Wüstung archiviert. Auch aus der Jungsteinzeit gab es Fundstücke. Später ordnete man noch Siedlungsreste
Dieser Ort wurde 1370 am 19. November mit weiteren Ortschaften urkundlich genannt. Die Urkunde befindet sich im Staatsarchiv Rudolstadt.
Die wohl damals schon natürliche und wirtschaftliche günstige Lage deutet auf die Ernährungsfunktion des Dorfes Nauendorf für die aufstrebende Stadt Blankenburg und die befestigten Schutzbastionen hin, denn der Weinbau war damals schon gang und gäbe. Weshalb der Ort wüst fiel, ist ungeklärt.